# Aspectus
Aspectus (Аспектус) — шведская компания, выпускавшая с 1988 по 1995 г. пластиковые летающие диски (Frisbee). В данный момент компания принадлежит Wham-O Хула-хуп. Первоначальное название компании было «Nord aspect och Jacob Gus AG» (со швед. — «Северная сторона и Якоб Гус»), позже название было сокращено до «Aspectus AG».

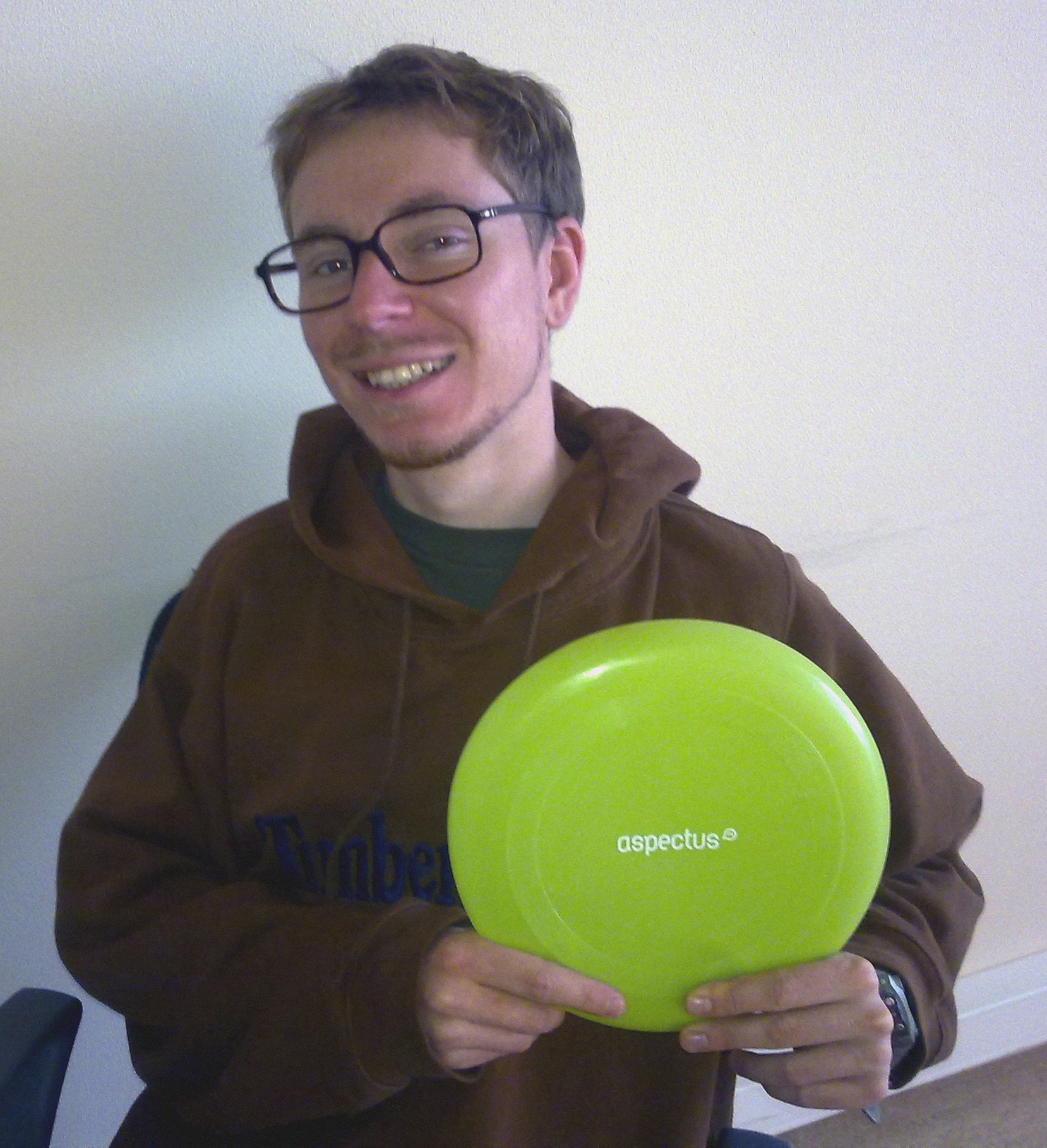
Jacob Gus с редким ярко-зелёным диском Aspectus, Stockholm, 2008

Значение дисков Аспектус для развития индустрии и спорта весьма велико. Помимо того, что компания выпускала диски в классическом исполнении, также были собственные инновационные разработки от Якоба Гуса. Диски в его индивидуальном исполнении отличались оригинальной конструкцией и дизайном. Все фирменные диски, как правило, имели нетрадиционную раскраску (обычно ярко-зелёный, ярко-оранжевый цвета), а также технически интересную реализацию. Диск изготовлялся из полимера, который, как ни странно, поставляла компания Volvo Из Гётеборга. Использование данного полимера (DX234 во внутренней маркировке Volvo) позволяло облегчить диск и достигнуть его огромной прочности. Лёгкие диски очень хороши при безветренной погоде и, собственно, благодаря этому Швеция всегда была в лидирующих позициях на соревнованиях.
Шведские команды и игроки, выступающие на соревнованиях и играх, обычно использовали диски Аспектус. Игроков и команды всегда можно было узнать по наличию у них ярко-зелёных, ярко-оранжевых дисков.
Позже, при стандартизации правил игр, подобные цвета были отменены и компании Аспектус пришлось несколько изменить специфику своей работы. В 1995 году компания Wham-O сделала предложение Якобу Гусу возглавить департамент спортивных инноваций в одной из их аффилированных компаний. На этом посту Якоб пробыл год и позже, выражаясь его словами, «решил найти себя в чём-то новом и интересном». Далее он покинул компанию и сейчас является одним из совладельцев Шведской «WESC», выпускающей современную молодёжную одежду, наушники и прочие аксессуары.
Что характерно, продукция WESC отличается от конкурентов как раз использованием нетрадиционных цветов и оригинальными дизайнерскими решениями. Налицо влияние Якоба.
Правда, как говорит Svenska Nyhetten (шведская ежедневная газета), Якоб ведёт спокойный образ жизни, учится в аспирантуре университета города Лунд по направлению биохимия.